# Anthony Gordon
Anthony Michael Gordon (n. 24 februarie 2001, Liverpool, Anglia, Regatul Unit) este un fotbalist profesionist englez care joacă ca extremă la Newcastle United în Premier League și la echipa națională a Angliei.

## Cariera pe echipe

### Everton
Gordon s-a alăturat lui Everton la vârsta de 11 ani după eliberarea sa de la Liverpool. Pe 6 decembrie 2017, Gordon a fost numit în prima echipă a lui Everton pentru meciul din Europa League în deplasare cu Apollon Limassol. O zi mai târziu, și-a făcut debutul cu prima echipă în meci, intrând de pe bancă în minutul 88 într-o victorie cu 3-0.
Pe 18 ianuarie 2020, Gordon și-a făcut debutul în Premier League intrând de pe bancă în locul lui Bernard într-o remiză 1–1 cu West Ham United. Pe 26 iunie, a primit primul start în Premier League într-un egal 0-0 cu Liverpool. Pe 1 septembrie, Gordon a semnat un nou contract pe cinci ani cu Everton.
La 1 februarie 2021, Gordon s-a alăturat clubului din Championship Preston North End împrumutat pentru restul sezonului 2020-21. Cinci zile mai târziu, și-a făcut debutul pentru Preston, fiind inclus în formația de start pentru o înfrângere cu 2-1 în campionat acasă cu Rotherham United.
Pe 16 decembrie, Gordon a înregistrat prima pasă de gol pentru Everton, în timp ce Jarrad Branthwaite a marcat din lovitură liberă într-un egal 1–1 cu Chelsea. Pe 2 ianuarie 2022, el a marcat primele goluri pentru Toffees într-o înfrângere cu 3-2 cu Brighton & Hove Albion. Pe 12 februarie, într-o victorie cu 3-0 în fața lui Leeds United, i-a oferit o pasă de gol lui Michael Keane pentru al doilea gol al lui Everton, înainte de a marca al treilea în repriza a doua. Pe 9 aprilie, Gordon a marcat singurul gol al meciului într-o victorie împotriva lui Manchester United. În luna mai, a fost numit jucătorul tânăr al anului de către echipa de seniori și suporterii clubului. În timpul ferestrei de transfer din vara 2022, a fost legat de Chelsea.
Gordon a marcat primele goluri ale sezonului împotriva lui Brentford și Leeds United. A fost suspendat pentru meciul împotriva lui Tottenham Hotspur, din cauza acumulării de cartonașe galbene, și a revenit într-o înfrângere cu 1-0 cu Newcastle United. A avut o încăierare cu Kieran Trippier, care a dus la o confruntare cu Fabian Schär, în care ambii jucători au primit un cartonaș galben. (Cei trei jucători s-au reunit la scurt timp după transferul său la Newcastle, care a fost remarcat pentru interacțiunea incomodă a lui Gordon cu Schär. ) În meciul următor, a marcat al doilea gol al lui Everton într-o victorie cu 3-0 în fața lui Crystal Palace. Boala l-a ținut afară timp de trei meciuri și, în ceea ce s-a dovedit a fi ultima sa apariție pentru Toffees, a intrat ca înlocuitor în minutul 69 împotriva lui Southampton. După meci, el și Yerry Mina au fost huiduiți de o mică parte de suporteri lui Everton. În timpul ferestrei de transfer din ianuarie, Sky Sports a raportat că Gordon nu s-a prezentat la antrenament pentru a forța plecarea la o altă echipă din Premier League, Newcastle. Gordon a exprimat mai târziu că a fost dezamăgit de maniera în care Everton a anunțat plecarea sa și a declarat că „a avut un rol important în menținerea clubului” în sezonul precedent.

### Newcastle United
La 29 ianuarie 2023, Gordon s-a alăturat lui Newcastle United cu un contract pe termen lung, după ce a depus o cerere formală de transfer la clubul anterior Everton. Taxa de transfer raportată de BBC Sport a fost inițială de 40 de milioane de lire sterline, potențial ridicându-se la 45 de milioane în suplimente. Și-a făcut debutul pe 4 februarie ca înlocuitor în minutul 69, într-o remiză 1–1 pe teren propriu cu West Ham United. Pe 4 martie, Gordon a fost numit în formația de start pentru prima dată într-o înfrângere cu 2-0 în fața lui Manchester City, dar a fost înlocuit în minutul 62, și o accidentare la gleznă l-ar face să rateze următoarele două meciuri. După ce și-a revenit într-o victorie cu 2-0 în fața lui Manchester United, a fost folosit în principal ca înlocuitor. Pe 8 aprilie, împotriva lui Brentford, a intrat la pauză, dar a avut ignominia de a fi înlocuit. A reacționat furios la decizia antrenorului Eddie Howe, care a explicat mai târziu că Gordon a ieșit ca măsură de precauție din cauza accidentării sale la gleznă. Așteptându-se la o primire ostilă la întoarcerea sa pe Goodison Park pe 27 aprilie, contribuția sa a ajuns să fie minimă, meciul câștigat deja, Newcastle fiind cu 4–1 în avantaj. Pe 28 mai, Gordon a marcat primul său gol pentru club într-un egal 1–1 cu Chelsea.
Pe 12 august, Gordon l-a asistat pe Sandro Tonali pentru golul de deschidere într-o victorie cu 5-1 în fața lui Aston Villa. Pe 27 august 2023, Gordon a marcat primul său gol acasă pentru Newcastle într-o înfrângere cu 2-1 împotriva echipei sale din copilărie Liverpool. Pe 2 decembrie, a marcat singurul gol într-o victorie cu 1-0 în fața lui Manchester United, egalând performanța lui Alan Shearer din 1999, marcând în patru meciuri consecutive pe teren propriu în campionat. Gordon și-a continuat forma bună de-a lungul sezonului 2023-2024, câștigând premiul pentru jucătorul sezonului de la Newcastle United.

## Cariera internațională
După ce și-a reprezentat țara la categoriile U18 și U19, Gordon și-a făcut debutul cu naționala Angliei sub 20 de ani în timpul unei victorii cu 2-0 asupra Țării Galilor pe St George's Park pe 13 octombrie 2020.
Pe 5 noiembrie 2021, Gordon a primit prima convocare la naționala Angliei sub 21 de ani și a marcat de două ori la debut, o victorie cu 3-1 în fața Republicii Cehe pe Turf Moor în calificările la Campionatul European Sub-21 din 2023 pe 11 noiembrie 2021.
Pe 14 iunie 2023, Gordon a fost inclus în echipa Angliei pentru Campionatul European Sub-21 din 2023. A marcat în victoria din faza grupelor împotriva Israelului și a înregistrat, de asemenea, singurul gol din sferturile de finală împotriva Portugaliei. Pe 8 iulie 2023, Gordon a început în finală, când Anglia a învins Spania pentru a ridica trofeul. Gordon a fost numit Jucătorul turneului și ales și în echipa turneului.
Gordon a primit prima convocare la naționala mare a Angliei în martie 2024 pentru meciurile amicale împotriva Braziliei și Belgiei. Și-a făcut debutul pe 23 martie, începând în înfrângerea Angliei cu 1-0 în fața Braziliei pe stadionul Wembley. A fost inclus în lotul de 26 de jucători a Angliei pentru Campionatul European de Fotbal din 2024.

## Titluri
Anglia U21
- Campionatul European de Fotbal Sub-21: 2023[52]

Anglia
- Finalist al Campionatului European de Fotbal: 2024[58]

Individual
- Jucătorul turneului CEE Cup: 2017[59]
- Jucătorul turneului de la Campionatul European sub 21: 2023
- Echipa turneului de la Campionatul European sub 21: 2023
- Jucătorul sezonului de la Newcastle United: 2023–24